# Regius Professor of Medicine (Oxford)
 For alternative betydninger, se Regius Professor of Medicine. (Se også artikler, som begynder med Regius Professor of Medicine)
Regius Professorship of Medicine (oprindelig Regius Professor of Physic), indstiftet omtrent 1541, er et af de ældste professorater ved universitetet i Oxford.
Professoratet blev indstiftet af Henrik VIII, som samtidigt instiftede yderligere fire stillinger som Regius Professor.

## Indehavere
- 1546–1554 John Warner
- 1554–1561 Thomas Frauncis
- 1561–1582 Walter Bayley
- 1582–1597 Anthony Aylworth
- 1597–1612 Bartholomew Warner
- 1612–1647 Thomas Clayton den ældre
- 1647–1665 Thomas Clayton den yngre
- 1665–1681 James Hyde
- 1681–1698 John Luffe
- 1698–1718 Thomas Hoy
- 1718–1729 Joshua Lasher
- 1729–1730 William Beauvoir
- 1730–1758 William Woodforde
- 1759–1772 John Kelly
- 1772–1801 William Vivian
- 1801–1822 Christopher Pegge
- 1822–1851 John Kidd
- 1851–1857 James Adey Ogle
- 1858–1894 Henry Wentworth Acland
- 1895–1904 John Scott Burdon-Sanderson
- 1905–1919 William Osler
- 1920–1927 Archibald Garrod
- 1928–1943 Edward Farquhar Buzzard
- 1943–1948 Arthur William Mickle Ellis
- 1948–1954 Arthur Duncan Gardner
- 1956–1968 George Pickering
- 1969–1979 Richard Doll
- 1979–1992 Henry Harris
- 1992–2000 David J. Weatherall
- 2002– John Irving Bell